# Манггараи

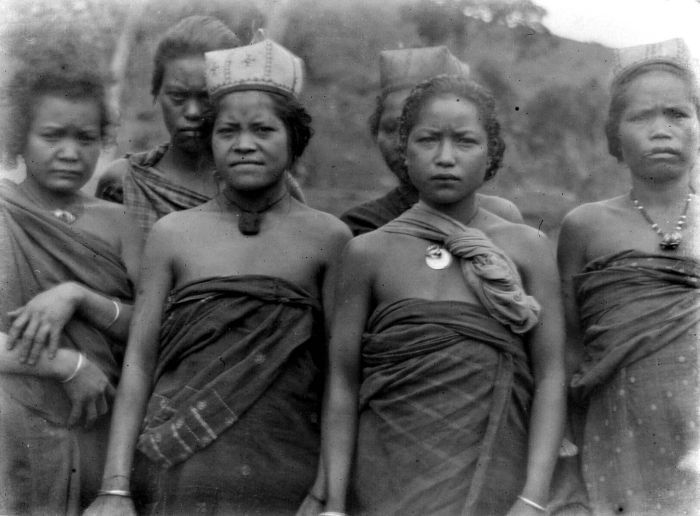
Женщины манггараи на острове Пангкор

Манггара́и  — бима-сумбанский народ Индонезии, проживающий на западе острова Флорес. Численность — около 650 тысяч (к концу XX века). Говорят на диалектах языка манггараи (носителей которого к XX веку насчитывалось 400 000) и индонезийском языке.

## Самоназвание
Самоназвание — ата манггараи, означающее «люди из Манггараи»

## Расселение
Манггараи — аборигенное население острова Флорес. Поселения манггараи охватывают 6700 квадратных километров, почти треть острова Флорес.
Этнографическими группами манггараи являются: комодо-ринджа, те-рео, потта, риунг.

## История
На Манггараи сказалось политическое и культурное влияние народов макасар （проживающих на острове Сулавеси) и бима (остров Сумбава).
Раннегосударственные образования манггараи в XVII веке попали в зависимость от государства макасар Гова, что привело к распространению ислама на острове Флорес. В 1727 г. манггараи попали в зависимость от государств Бимы. В 1929 году Западная часть Флорес была отделена от Султаната Бима. Затем, нашествие голландских колонизаторов в XX веке стало причиной христианизации манггараи.

## Культура

### Религия
Манггараи, проживающие на западе, исповедают суннизм (их численность составляет приблизительно 33 898 человек). Восточные манггараи района Роджонг являются католиками (более 90 % манггараи — католики), а население центральной части острова придерживается традиционных верований.
Традиционные верования поселений в центральной части острова включают культ верховного бога Мори Караэнг, культ предков. Жрецами проводятся массовые празднества с жертвоприношением буйволов (ата мбеко), которые сопровождаются ритуальными танцами-сражениями двух партий мужчин в военных облачениях.

### Язык
Около 43 субдиалектов языка манггараи разделяются на 5 различных групп диалектов: западный манггараи, центрально-западный, центральный, восточный и дальневосточный диалект манггараи (последний, отдалённый от других диалектов языком рембонг, распространён в северно-центральной части острова Флорес. На нём говорят примерно 300 000 человек). Так же есть носители языка Роннга (их насчитывают 5000), проживающие в трёх поселениях в южной части Восточного Регентства Манггараи. Этот язык отдельно не выделяют даже большинство самих маннгараи, поскольку он считается частью языка манггараи.

### Традиционная одежда
Изначально традиционной одеждой были два куска ткани, укреплённые спереди и сзади верёвкой на талии и бёдрах. Современная же одежда общеиндонезийского типа.
У манггараи развиты танцевальный и музыкальный фольклоры.

## Общество и образ жизни
Раннегосударственные образования манггараи подразделяются на 39 вождеств, называемых далу, в свою очередь дробящихся на более мелкие административные единицы: бео и гларанг (бео соответствует традиционной сельской общине). Во главе далу — один из локализованных патрилиниджей (вау), восходящий к первопоселенцам. Патрилинейный счёт родства. У манггараи существовал матрилатеральный кросскузенный брак, кольцевой союз родов, левират, сорорат. У христиан моногамная форма семьи, в основном — малая, у мусульман и у именитых приверженцев традиционных верований допускается полигиния. Манггараи по сей день делится на три социальные группы: аристократы (краэнг), общинники (ата-леке) и потомки рабов.
Традиционное поселение имеют кольцевую планировку, а современное (бео) — рядовую. В центре поселения круглая площадь, на которой — большое дерево, обычно рода фикусовых, мегалитические сооружения. В прошлом поселение могло состоять из одного большого дома, который вмещал до 200 человек. В современных поселениях бео обычно от 5 до 20 жилищ круглой или овальной формы на метровых сваях, с высокой (порядка 9 метров) конической крышей, спускающейся до земли.
В поселениях манггараи свободные пространства вымощены огромными камнями. В городе Энде мёртвые погребаются в круглых ямах, которые закрываются водружёнными на могилу камнями.

## Занятия
Распространены такие ремёсла как резьба по дереву, обработка металлов, плетение.
Занимаются ручным тропическим земледелием (перешли от подсечно-огневой системы к трёхполью; суходольный рис, выращивают бобовые, овощи, табак, кофе, кукурузу), распространено животноводство (буйволов разводят в качестве социально значимых и церемониальных животных; держат лошадей (как вьючный транспорт), свиней, кур). Манггараи не охотятся, не ловят рыбу.

### Быт
Основная пища — кукурузная каша с овощами и свининой (которую могут есть немусульманская часть манггараи), пальмовое вино (туак). Рис подают на стол только в качестве праздничной пищи.